# Левелленд (Техас)
Левелленд (англ. Levelland) — місто (англ. city) в США, в окрузі Гоклі штату Техас. Населення — 12 652 особи (2020).

## Географія
Левелленд розташований за координатами 33°34′51″ пн. ш. 102°21′50″ зх. д. / 33.58083° пн. ш. 102.36389° зх. д. (33.580865, -102.363813). За даними Бюро перепису населення США в 2010 році місто мало площу 26,34 км², з яких 26,32 км² — суходіл та 0,01 км² — водойми.

### Клімат
| Клімат : Левелленд                           | Клімат : Левелленд | Клімат : Левелленд | Клімат : Левелленд | Клімат : Левелленд | Клімат : Левелленд | Клімат : Левелленд | Клімат : Левелленд | Клімат : Левелленд | Клімат : Левелленд | Клімат : Левелленд | Клімат : Левелленд | Клімат : Левелленд | Клімат : Левелленд |
| Показник                                     | Січ.               | Лют.               | Бер.               | Квіт.              | Трав.              | Черв.              | Лип.               | Серп.              | Вер.               | Жовт.              | Лист.              | Груд.              | Рік                |
| Абсолютний максимум, °C                      | 27,8               | 30,6               | 35,0               | 38,3               | 43,9               | 46,1               | 43,9               | 41,1               | 40,6               | 39,4               | 34,4               | 27,2               | 46,1               |
| Середній максимум, °C                        | 12,3               | 14,8               | 19,1               | 24,3               | 28,9               | 33,1               | 33,6               | 32,7               | 29,0               | 24,3               | 17,8               | 13,1               | 23,6               |
| Середній мінімум, °C                         | −4,3               | −2,6               | 0,8                | 6,0                | 11,6               | 16,6               | 18,1               | 17,4               | 13,4               | 7,3                | 0,6                | −3,2               | 6,8                |
| Абсолютний мінімум, °C                       | −26,7              | −22,2              | −16,1              | −6,7               | −3,3               | 6,1                | 8,9                | 9,4                | 0,6                | −7,8               | −17,8              | −19,4              | −26,7              |
| Норма опадів, мм                             | 15                 | 15                 | 21                 | 28                 | 65                 | 65                 | 62                 | 62                 | 70                 | 45                 | 17                 | 16                 | 482                |
| -------------------------------------------- | ------------------ | ------------------ | ------------------ | ------------------ | ------------------ | ------------------ | ------------------ | ------------------ | ------------------ | ------------------ | ------------------ | ------------------ | ------------------ |
| Джерело: The Western Regional Climate Center |                    |                    |                    |                    |                    |                    |                    |                    |                    |                    |                    |                    |                    |

## Демографія
Згідно з переписом 2010 року, у місті мешкали 13 542 особи в 4832 домогосподарствах у складі 3420 родин. Густота населення становила 514 осіб/км². Було 5387 помешкань (205/км²).
Расовий склад населення:
| - 75,5 % — білих - 5,1 % — чорних або афроамериканців - 0,9 % — корінних американців - 0,4 % — азіатів - 15,6 % — осіб інших рас |

До двох чи більше рас належало 2,5 %. Частка іспаномовних становила 48,2 % від усіх жителів.
За віковим діапазоном населення розподілялося таким чином: 27,1 % — особи молодші 18 років, 60,3 % — особи у віці 18—64 років, 12,6 % — особи у віці 65 років та старші. Медіана віку мешканця становила 31,1 року. На 100 осіб жіночої статі у місті припадало 93,7 чоловіків; на 100 жінок у віці від 18 років та старших — 91,8 чоловіків також старших 18 років.
Середній дохід на одне домашнє господарство становив 60 832 долари США (медіана — 48 802), а середній дохід на одну сім'ю — 71 264 долари (медіана — 57 778). Медіана доходів становила 48 036 доларів для чоловіків та 31 318 доларів для жінок. За межею бідності перебувало 15,4 % осіб, у тому числі 15,7 % дітей у віці до 18 років та 12,1 % осіб у віці 65 років та старших.
Цивільне працевлаштоване населення становило 6257 осіб. Основні галузі зайнятості: освіта, охорона здоров'я та соціальна допомога — 24,8 %, сільське господарство, лісництво, риболовля — 15,1 %, мистецтво, розваги та відпочинок — 9,4 %, роздрібна торгівля — 9,1 %.

## Уродженці
- Ронні Джексон (* 1967) — американський військовий лікар і контр-адмірал ВМС.